# Brett MacLean
Brett MacLean (* 24. Dezember 1988 in London, Ontario) ist ein ehemaliger kanadischer Eishockeyspieler und -trainer, der im Verlauf seiner aktiven Karriere zwischen 2004 und 2012 unter anderem 263 Spiele in der American Hockey League (AHL) auf der Position des linken Flügelstürmers bestritten hat. Darüber hinaus absolvierte MacLean weitere 18 Partien für die Phoenix Coyotes und Winnipeg Jets in der National Hockey League (NLH). Im Jahr 2012 musste er im Alter von 23 Jahren seine Karriere aufgrund eines Herzfehlers beenden.

## Karriere
Brett MacLean wurde 2004 bei der Priority Selection der Ontario Hockey League (OHL) in der ersten Runde an insgesamt elfter Position von den Erie Otters ausgewählt. Daraufhin wechselte MacLean im Alter von 15 Jahren in die kanadische Juniorenliga und absolvierte in der OHL-Saison 2004/05 insgesamt 68 Spiele für die Otters, dabei gelangen ihm 23 Scorerpunkte. In der darauffolgenden Saison wurde der Stürmer nach 13 Partien für die Erie Otters gemeinsam mit Eric Regan sowie zwei Zweirunden-Draftpicks für die OHL Priority Selection 2006 und 2007 zum Ligakonkurrenten Oshawa Generals transferiert, die Otters erhielten im Gegenzug die Spieler Adam Berti und Bret Nasby. In den folgenden zweieinhalb Spielzeiten entwickelte sich der Rechtsschütze zu einem offensivstarken Spieler für die Generals. In der Spielzeit 2006/07 war er hinter John Tavares der zweitbeste Scorer des Teams, in der Saison darauf war er mit 61 Toren und insgesamt 119 Scorerpunkten in 61 absolvierten Partien bester Punktesammler seiner Mannschaft, sowie zweiterfolgreichster Scorer der gesamten Ontario Hockey League. In den Playoffs dieser Spielzeit erzielte er zudem 16 Punkte in 15 Spielen, bevor die Generals im Conference-Finale den Belleville Bulls unterlagen.
Beim NHL Entry Draft 2007 wurde MacLean in der zweiten Runde an insgesamt 32. Position von den Phoenix Coyotes ausgewählt, bei denen er am 28. April 2008 einen Einstiegsvertrag unterschrieb. Wenig später wurde er von den Coyotes zu deren Farmteam San Antonio Rampage in die American Hockey League (AHL) geschickt. In den folgenden drei Spielzeiten kam er auf 13 Einsätze für die Coyotes in der National Hockey League (NHL), die restliche Zeit verbrachte er bei den Rampage in der AHL. Der Flügelstürmer erbrachte in diesem Zeitraum gute offensive Leistungen, verpasste mit seiner Mannschaft jedoch jedes Jahr die AHL-Playoffs. Im Juli 2011 unterschrieb MacLean einen neuen Einjahresvertrag bei den Phoenix Coyotes.
Anfang Oktober 2011 wurde MacLean von der Waiver-Liste von den Winnipeg Jets verpflichtet. Nach fünf Einsätzen für sein neues Team in der National Hockey League, bei denen er zwei Torvorlagen erzielte, wurde er abermals auf den Waiver gesetzt, von wo aus er erneut von den Phoenix Coyotes verpflichtet und zu deren neues AHL-Farmteam, den Portland Pirates, geschickt wurde. Am 2. Juli 2012 erlitt Brett MacLean während eines Eishockeyspiels in Owen Sound einen Herzinfarkt. Nach einer sofortigen Herz-Lungen-Wiederbelebung wurde MacLean in ein örtliches Krankenhaus eingeliefert. Anschließend wurde er in die Intensivstation des Universitätskrankenhauses der University of Western Ontario in London in der Provinz Ontario eingeflogen. In der Folge musste Brett MacLean seine Spielerkarriere im Alter von 23 Jahren beenden und er begann als Trainer zu arbeiten. Zwischen 2013 und 2021 war er daher als Assistenztrainer des Eishockeyteams der University of Waterloo angestellt.

## Erfolge und Auszeichnungen
| - 2007 Teilnahme am CHL Top Prospects Game - 2007 OHL Second All-Star Team - 2008 Bester Torschütze der OHL - 2008 OHL First All-Star Team | - 2008 CHL Second All-Star Team - 2009 Teilnahme am AHL All-Star Classic - 2011 Teilnahme am AHL All-Star Classic |

## Karrierestatistik
(Legende zur Spielerstatistik: Sp oder GP = absolvierte Spiele; T oder G = erzielte Tore; V oder A = erzielte Assists; Pkt oder Pts = erzielte Scorerpunkte; SM oder PIM = erhaltene Strafminuten; +/− = Plus/Minus-Bilanz; PP = erzielte Überzahltore; SH = erzielte Unterzahltore; GW = erzielte Siegtore; 1 Play-downs/Relegation; Kursiv: Statistik nicht vollständig)